# Joanésia
Joanésia este un oraș în Minas Gerais (MG), Brazilia.